# East India Docks
Die East India Docks waren eine kleine Gruppe von Hafenbecken in der Nähe von Blackwall im Londoner Eastend. Sie lagen nördlich anschließend an die Isle of Dogs.

## Geschichte
Nach der erfolgreichen Schaffung der West India Docks 1802 wurde durch ein Gesetz 1803 die East India Dock Company geschaffen, die von der East India Company getragen wurde.
Die Hafenbecken waren nordöstlich der West India Docks. Sie basierten auf dem bereits vorhandenen Brunswick Dock, das für Schiffsausrüstungen und -reparaturen als Teil des Blackwall Yard genutzt wurde. Das Brunswick Dock, dessen Südende ursprünglich direkt mit der Themse verbunden war, wurde zum Export Dock. Nördlich davon baute die Gesellschaft ein größeres, 73.000 m² großes Import Dock. Beide wurden durch ein östlich liegendes Eingangbecken mit der Themse verbunden.
Die Gesellschaft kam mit Waren, wie Tee, Gewürzen, Indigo, Seide und persischen Teppichen schnell in die Gewinnzone. Allein der Teehandel hatte ein Volumen von £ 30 Millionen im Jahr. Die Hafenanlagen zogen weitere Industriebetriebe an, Gewürzhändler und Pfeffermahlbetriebe siedelten sich im Umfeld des Hafens an und verarbeiteten die Waren.
1838 fusionierten die East India Company und die West India Company. 1886 bauten sie in einem letzten Akt des ruinösen Bockspringens mit der London & St. Katherine Dock Company die Tilbury Docks. 1909 wurden die Hafenanlagen von der Port of London Authority zusammen mit den anderen Hafenanlagen an der Themse übernommen.
Obwohl die East India Docks wesentlich kleiner als die West India Docks oder die späteren Royal Docks waren, konnten sie doch Ostindienfahrer mit bis zu 1.000 BRT und 250 Schiffe auf einmal aufnehmen. Doch das Aufkommen der Dampfschiffe und der Zuwachs an Wasserverdrängung bei diesen Schiffen ließ die Bedeutung dieser Hafenbecken schwinden und Mitte des 20. Jahrhunderts wurde der größte Teil des Handels an anderer Stelle abgewickelt.
Der Hafen spielte im Zweiten Weltkrieg eine Schlüsselrolle, da dort die schwimmenden Mulberry-Häfen gebaut wurden, mit denen die Alliierten die Landungsoperation am D-Day in Frankreich unterstützten.
Nach dem Krieg, in dem alle Hafenanlagen stark beschädigt worden waren, wurde von den East India Docks nur noch der gelegentliche Verkehr zu den Kanalinseln abgewickelt und es wurden dort Schlepper etc. gewartet und repariert. 

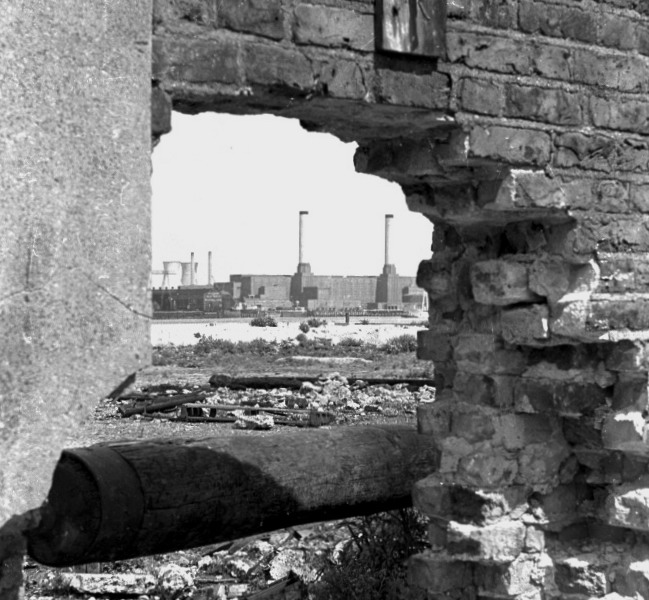
Brunswick Wharf Power Station (1974)

Die Brunswick Wharf Power Station (Kohlekraftwerk) wurde an Stelle des Export Docks in Abschnitten zwischen 1946 und 1956 gebaut. Sie war ein monumentales Ziegelgebäude mit Betonkaminen im Stile von Giles Gilbert Scotts Entwurf für die Kraftwerke in Battersea und Bankside. Das Kraftwerk stellte 1984 seinen Betrieb ein und wurde Ende der 1980er-Jahre abgebrochen.
Die East India Docks zählten zu den ersten Hafenanlagen in London, die geschlossen wurden. Das war 1967.

## East India Docks heute
Heute sind die Hafenbecken größtenteils verfüllt. Nur das Eingangsbecken ist übriggeblieben und dient als Naturschutz- und Naherholungsgebiet. Das Gelände ist vorwiegend mit Wohnhäusern bebaut; etliche Stadtentwicklungsprojekte wurden dort durchgeführt oder sind in Arbeit. Eines auf der Halbinsel Leamouth soll als westlicher Abschluss des Hafens dienen und soll 2012 fertig werden.